# Verkehrsverbund Oberlausitz-Niederschlesien

Logo bis 2022

Der Zweckverband Verkehrsverbund Oberlausitz-Niederschlesien (ZVON) ist ein Aufgabenträger sowie ein Verkehrsverbund des öffentlichen Nahverkehrs (ÖPNV) in der Region Oberlausitz-Niederschlesien in Sachsen.

## Geschichte
Der ZVON wurde am 28. Juni 1995 in Niesky gegründet. Seine Tätigkeit nahm er mit dem Inkrafttreten des Gesetzes über den öffentlichen Personennahverkehr im Freistaat Sachsen vom 14. Dezember 1995 auf. Das Gebiet des Verkehrsverbundes erstreckt sich auf den östlichen Landkreis Bautzen und den gesamten Landkreis Görlitz. Am 1. Juli 2005 wurden durch die Gründung des Tochterunternehmens Verkehrsverbund Oberlausitz-Niederschlesien (VON) GmbH alle nicht-hoheitlichen Aufgaben des ZVON auf den VON übertragen.
Seit 2004 vertreibt der ZVON das Euro-Neiße-Ticket.
Der Landkreis Bautzen, dessen Gebiet auf die Verkehrsverbünde Verkehrsverbund Oberelbe (VVO) und ZVON aufgeteilt ist, strebt seit 2013 eine Fusion beider Verkehrsverbünde an.
Von Bautzener Seite wurde zusätzlich geprüft, ob lediglich der Landkreis Bautzen aus dem ZVON aus- und dem VVO als ganzer Landkreis beitritt. Bei der Verbandsversammlung im März 2018 wurde von Görlitzer Seite ein sogenannter Oberlausitz-Tarif vorgeschlagen. Dieser sollte dabei im Landkreis Görlitz sowie im gesamten Landkreis Bautzen gelten.
Im Oktober 2018 wurden die Pläne zur Abspaltung des Landkreises Bautzen vom ZVON wieder eingestellt. Grund dafür ist die Satzung des ZVON, welche für eine Änderung eine Drei-Viertel-Mehrheit in der Verbandsversammlung benötigt hätte. Da die Verbandsversammlung des ZVON lediglich aus drei Mitgliedern besteht (LK Bautzen, LK Görlitz und Stadt Görlitz), wäre ein einstimmiges Ergebnis nötig gewesen.

## Ausblick
Zum 1. Januar 2026 sollen der ZVON und der ZVOE zu einem gemeinsamen Zweckverband Verkehrsverbund Ostsachsen fusionieren, wobei die jeweiligen Tarifverbünde zu einem späteren Zeitpunkt integriert werden. Die beiden Verkehrsverbünde versprechen sich davon unter anderem ein „politisch stärkeres Gewicht für Infrastrukturprojekte“ sowie die „Bündelung technischer Kompetenzen“ inklusive einer einheitlichen Fahrgastinformation. Die Verbandsversammlung des ZVON stimmte der Fusion im Juni 2025 zu, die Zustimmung des ZVOE wird bis zum Jahresende 2025 erwartet. Der Freistaat Sachsen unterstützt den Prozess voraussichtlich mit 4 Millionen Euro.

## Verkehrsunternehmen im ZVON
Dem Verkehrsverbund gehören folgende Unternehmen an (Stand 1. Januar 2024):
- Görlitzer Verkehrsbetriebe GmbH (GVB)
- DB Regio Bus Ost GmbH (DRO)
- Lassak-Reisen Bautzener Busreisen
- Omnibusbetrieb Beck
- Omnibusbetrieb S. Wilhelm
- Omnibusverkehr Oberlausitz (oVo)
- Ostdeutsche Eisenbahn GmbH (ODEG)
- Regionalbus Oberlausitz GmbH (RBO)
- Sächsisch-Oberlausitzer Eisenbahngesellschaft mbH (SOEG)
- SchmidtSchwarz GmbH & Co.KG
- Die Länderbahn GmbH DLB – Marketingname Trilex

## Bahnstrecken
Im Bereich des ZVON werden auf folgenden Strecken Schienenpersonennahverkehrs-Leistungen erbracht (Stand 9. Dezember 2018):
| Kursbuchstrecke | Streckenführung                                                                                      | Bahnstrecken | Linien       | Verkehrsunternehmen                                                                |
| --------------- | --- | --- | ------------ | ---------------------------------------------------------------------------------- |
| 220             | Zittau – Görlitz – Weißwasser – Cottbus                                                              | Bahnstrecke Zittau–Hagenwerder Bahnstrecke Görlitz–Seidenberg Bahnstrecke Berlin–Görlitz                                                                   | RB65         | ODEG                                                                               |
| 229             | Hoyerswerda – Görlitz                                                                                | Bahnstrecke Węgliniec–Roßlau Bahnstrecke Berlin–Görlitz | RB64         | ODEG                                                                               |
| 230             | Dresden – Bischofswerda – Bautzen – Görlitz                                                          | Bahnstrecke Görlitz–Dresden | RE1, RB60    | Die Länderbahn („Trilex“)                                                          |
| 230.5           | Görlitz – Zgorzelec – Węgliniec (– Wrocław Główny/Zielona Góra)/– Lubań – Jelenia Góra               | Bahnstrecke Węgliniec–Görlitz Bahnstrecke Wrocław Świebodzki–Zgorzelec                                                                                     | D10, D19, PR | Koleje Dolnośląskie, Przewozy Regionalne In Kooperation mit der Die Länderbahn DLB |
| 235             | Dresden – Bischofswerda – Ebersbach – Zittau (– Liberec)                                             | Bahnstrecke Görlitz–Dresden, Bahnstrecke Neukirch West–Bischofswerda, Bahnstrecke Oberoderwitz–Wilthen Bahnstrecke Zittau–Löbau Bahnstrecke Liberec–Zittau | RE2, RB61    | Die Länderbahn („Trilex“)                                                          |
| 236             | Rybniště / Seifhennersdorf – Varnsdorf – Großschönau (Sachsen) – Zittau – Hrádek nad Nisou – Liberec | Mittelherwigsdorf–Eibau Liberec–Zittau | L7           | Die Länderbahn („Trilex“)                                                          |
| 238             | Zittau – Olbersdorf – Bertsdorf – Kurort Oybin Bertsdorf – Kurort Jonsdorf                           | Zittau–Kurort Oybin Bertsdorf–Kurort Jonsdorf | -            | SOEG                                                                               |

Die ODEG gewann im März 2007 in einem gemeinsamen Vergabeverfahren des Verkehrsverbundes Oberlausitz-Niederschlesien und des Verkehrsverbundes Berlin-Brandenburg die Verkehrsleistungen im Spree-Neiße-Netz. Der Verkehrsvertrag wurde am 7. August 2007 unterzeichnet. Am 14. Dezember 2008 übernahm die ODEG den Betrieb auf den folgenden Linien von der Lausitzbahn sowie der DB Regio:
- RB46 Cottbus–Forst (im Verkehrsverbund Berlin-Brandenburg; zuvor RB46 von DB Regio Nordost)
- OE60V Görlitz–Bischofswerda (Verstärkerzüge, zuvor RB60 von DB Regio Südost)
- OE64 Görlitz–Hoyerswerda (zuvor RB64 von DB Regio Südost)
- OE65 Cottbus–Weißwasser–Görlitz–Zittau (zuvor LB65 der Lausitzbahn)

Die Länderbahn (damals „Vogtlandbahn“) betreibt die Kursbuchstrecke (KBS) 236 seit dem 12. Dezember 2010 als Nachfolgeunternehmen der Sächsisch-Böhmischen Eisenbahngesellschaft. Seit dem Fahrplanwechsel am 14. Dezember 2014 verkehrt die Länderbahn auch auf den KBS 230 sowie 235 und löste damit DB Regio Südost ab. Zudem verkehrten in Kooperation der České dráhy und der DB Regio Südost bis 11. Dezember 2010 an Wochenendtagen mehrere grenzüberschreitende Zugpaare Rumburk–Ebersbach (damalige KBS 237.1) ins ZVON-Gebiet.

## Neues Busnetz Bautzen
Seit dem 1. Januar 2022 ist im Landkreis Bautzen ein komplett überarbeitetes Busnetz mit neuen Linien an den Start gegangen. Die Linien haben jetzt 500er- und 700er-Nummer erhalten, wobei die 500er-Linien Plus- und Taktbusse sind und die 700er-Linien Nebenlinien. Im Stadtverkehr erhalten die Linien jetzt zweistellige Liniennummern.
Diese Linien sind jetzt wie folgt aufgebaut:

### Stadtverkehr Bautzen
| Linie alt | Linie neu | Linienverlauf                                                                            | Bedienung durch |
| --------- | --------- | ---------------------------------------------------------------------------------------- | --------------- |
| 1         | 11        | A-Bebel-Platz (ZOB) – Gesundbrunnen – E-Weinert-Straße – A-Bebel-Platz (ZOB)             | RBO             |
| 2         | 12        | A-Bebel-Platz (ZOB) – E-Weinert-Straße – Gesundbrunnen – A-Bebel-Platz (ZOB)             | RBO             |
| 3         | 13        | Burk – Gesundbrunnen – A-Bebel-Platz (ZOB) – Preuschwitzer Straße                        | RBO             |
| 5         | 14        | Thrombergsiedlung – A-Bebel-Pl. (ZOB) – Stiebitz – A-Bebel-Pl. (ZOB) – Thrombergsiedlung | RBO             |
| 6         | 15        | A-Bebel-Platz (ZOB) – Breitscheidstraße                                                  | RBO             |
| 7         | 16        | A-Bebel-Platz (ZOB) – Oehna                                                              | RBO             |

### Stadtverkehr Kamenz
| Linie alt | Linie neu | Linienverlauf                                           | Bedienung durch |
| --------- | --------- | ------------------------------------------------------- | --------------- |
| 21        | 21        | Flugplatz – Jesau – Bahnhof – Markt – Jesau – Flugplatz | RBO             |
| 22        | 22        | Krankenhaus – Bahnhof – Hennersdorf                     | RBO             |
| 23        | 23        | Bahnhof – Bernbruch                                     | RBO             |

### Stadtverkehr Bischofswerda
| Linie alt | Linie neu | Linienverlauf                                              | Bedienung durch |
| --------- | --------- | ---------------------------------------------------------- | --------------- |
| A         | 24        | Bahnhof – Bischofswerda Süd – Bischofswerda Nord – Bahnhof | Beck            |
| B         | 25        | Linie 2022 entfallen                                       | Beck            |
| C         | 26        | Linie 2022 entfallen                                       | Beck            |

### Stadtverkehr Radeberg
| Linie alt | Linie neu | Linienverlauf                                      | Bedienung durch |
| --------- | --------- | -------------------------------------------------- | --------------- |
| 302       | 28        | Radeberg Bahnhof – Südvorstadt – EKZ – Kleinwachau | RBO             |

### Takt- und Plusbusse (500er-Linien)
Taktbusse: hochgestelltes T
Plusbusse: hochgestelltes +
| Linie alt | Linie neu  | Linienverlauf                                                            | Bedienung durch |
| --------- | ---------- | ------------------------------------------------------------------------ | --------------- |
| 103       | +500       | Bautzen – Königswartha – Hoyerswerda                                     | RBO             |
| 106       | T501       | Bautzen – Kleinsaubernitz – Mücka                                        | RBO             |
| 108       | +502       | Bautzen – Gröditz – Weißenberg                                           | RBO             |
| 125       | +503       | Bautzen – Großdubrau – Uhyst (Spree)                                     | RBO             |
| 190       | T504       | Bautzen – Radibor                                                        | RBO             |
| 129       | T505       | Radibor – Neschwitz – Königswartha                                       | RBO             |
| 110       | +510       | Bautzen – Cunewalde – Löbau                                              | RBO             |
| 112       | +511       | Bautzen – Kirschau – Sohland – Wehrsdor                                  | RBO             |
| 117       | T512/(267) | Bautzen – Neukirch – Steinigtwolmsdorf (– Neustadt)                      | RBO, (RVSOE)    |
| 120       | T513       | Bautzen – Großpostwitz – Oppach – Taubenheim über Singwitz               | Wilhelm         |
| 101       | +514       | Bautzen – Singwitz – Großpostwitz – Wilthen über Doberschau              | Wilhelm         |
| 305       | +520       | Dresden-Johannstadt – Radeberg – Großröhrsdorf – Bretnig – Bischofswerda | RBO             |
| 309       | +521       | Dresden-Blasewitz – Radeberg – Pulsnitz                                  | RBO             |
| 308       | +522       | Dresden-Klotzsche – Medingen – Radeburg                                  | RBO             |
| 102       | +530       | Bautzen – Panschwitz-Kuckau – Kamenz                                     | RBO             |
| T150      | +531       | Kamenz – Bernsdorf – Lauta – Senftenberg                                 | RBO             |
| 159       | +532       | Königsbrück – Bernsdorf – Hoyerswerda                                    | RBO             |
| 171       | T533       | Kamenz – Königsbrück – Gräfenhain                                        | RBO             |
| 182       | T534 +535  | Kamenz – Oßling – Hoyerswerda Bischofswerda – Elstra – Kamenz            | RBO             |
| 259       | +536       | Schleife – Burgneudorf – Hoyerswerda                                     | RBO             |

### Ergänzende Nebenlinien (700er-Linien)
| Linie alt     | Linie neu | Linienverlauf                                                                      | Bedienung durch |
| ------------- | --------- | ---------------------------------------------------------------------------------- | --------------- |
| 100           | 700       | Bautzen – Hochkirch – Löbau                                                        | RBO             |
| 104           | 701       | Bautzen – Milkel – Königswartha                                                    | RBO             |
| 107           | 702       | Bautzen – Baruth – Weißenberg                                                      | RBO             |
| 109           | 703       | Bautzen – Pielitz – Hochkirch/Baschütz                                             | RBO             |
| 118           | 704       | Breitendorf – Hochkirch                                                            | RBO             |
| 119           | 705       | Weißenberg – Spittel – Hochkirch                                                   | RBO             |
| 127           | 706       | Bautzen – Baschütz – Malschwitz                                                    | RBO             |
| 129           | 707       | Bautzen – Puschwitz – Königswartha                                                 | RBO             |
| 176           | 708       | Göda – Gaußig – Göda                                                               | Lasak           |
| 195           | 709       | Horka – Crostwitz – Dreikretscham – Bautzen                                        | Schmidt         |
| 196           | 710       | Bautzen – Göda – Nebelschütz – Zerna                                               | Schmidt         |
| 197           | 711       | Dubring – Wittichenau – Dreistern                                                  | Schmidt         |
| 198           | 712       | Bautzen – Saritsch – Königswartha                                                  | Schmidt         |
| 199           | 713       | Neschwitz – Dreikretscham – Kleinwelka – Radibor                                   | Schmidt         |
| 126           | 714       | Bautzen – Drehsa – Weißenberg                                                      | RBO             |
| 190           | 716       | Königswartha – Milkel – Radibor                                                    | RBO             |
| LOS74         | 717       | Neudorf (Spree) – Großdubrau – Jetscheba                                           | RBO             |
| LOS72         | 718       | Hochkirch – Malschwitz                                                             | RBO             |
| S47           | 719       | Kotitz – Weißenberg – Radibor                                                      | RBO             |
| -             | 720       | Bautzen – Göda – Crostwitz – Säuritz                                               | Schmidt         |
| 113           | 722       | Kirschau – Wilthen – Neukirch – Wehrsdorf                                          | RBO             |
| 114           | 723       | Bautzen – Gaußig – Bischofswerda                                                   | RBO             |
| 115           | 724       | Bautzen – Gaußig – Neukirch – Wehrsdorf                                            | RBO             |
| 116           | 725       | Wehrsdorf – Taubenheim – Oppach                                                    | RBO             |
| -             | 726       | Wilthen – Taubenheim – Oppach                                                      | Wilhelm         |
| 122           | 727       | Bautzen – Schmochtitz – Göda                                                       | RBO             |
| 123           | 728       | Cunewalde – Crostau – Wilthen                                                      | Wilhelm         |
| 124           | 729       | Großpostwitz – Cosul – Binnewitz – Großpostwitz                                    | Wilhelm         |
| 128           | 730       | Weigsdorf-Köblitz – Rodewitz – Neuschirgiswalde – über Weifa                       | Wilhelm         |
| 174           | 731       | Zischkowitz – Storcha – Göda                                                       | RBO             |
| 175           | 732       | Göda – Seitschen – Bautzen                                                         | RBO             |
| 177           | 733       | Bischofswerda – Putzkau – Demitz-Thumitz – Bischofswerda                           | RBO             |
| 178           | 734       | Bischofswerda – Gaußig – Wilthen                                                   | RBO             |
| 180           | 735       | Bautzen – Göda – Bischofswerda                                                     | RBO             |
| 181           | 736       | Bischofswerda – Neukirch – Sohland                                                 | RBO             |
| 188           | 737       | Bischofswerda – Stacha – Bischofswerda                                             | RBO             |
| 189           | 738       | Bischofswerda – Uhyst a.T. – Bautzen                                               | RBO             |
| 191           | 739       | Bischofswerda – Panschwitz-Kuckau – Räckelwitz                                     | RBO             |
| -             | 741       | Schmölln – Neukirch – Wilthen                                                      | RBO             |
| S017          | 742       | Weigsdorf-Köblitz – Cunewalde – Lawalde                                            | Wilhelm         |
| S018          | 743       | Ebendörfel – Boblitz – Bautzen – Fichteschule                                      | Wilhelm         |
| S019          | 744       | Bautzen – Großpostwitz – Wilthen                                                   | Wilhelm         |
| 169           | 746       | Königsbrück – Röhrsdorf                                                            | RBO             |
| 183           | 747       | Bischofswerda – Goldbach – Weickersdorf – Großdrebnitz                             | Beck            |
| 185           | 748       | Bischofswerda – Frankenthal – Großharthau – Lauterbach                             | Beck            |
| 192           | 749       | Bischofswerda – Geißmannsdorf – Rammenau – Goldbach – Frankenthal                  | Beck            |
| 193           | 750       | Bischofswerda – Großharthau – Seeligstadt – Großröhrsdorf                          | Beck            |
| 304/306       | 751       | Großröhrsdorf – Bretnig – Frankenthal – Ohorn                                      | RBO             |
| 307           | 753       | Radeberg – Ullersdorf – Rossendor                                                  | RBO             |
| 310           | 755       | Radeberg – Arnsdorf – Seeligstadt – Großröhrsdorf                                  | RBO             |
| 311           | 756       | Königsbrück – Höckendorf – Pulsnitz                                                | RBO             |
| 312           | 757       | Reichenau – Gersdorf – Elstra                                                      | RBO             |
| 315           | 758       | Pulsnitz – Steina – Ohorn                                                          | RBO             |
| 316           | 759       | Großröhrsdorf – Pulsnitz – Steina – Kamenz                                         | RBO             |
| 317           | 760       | Radeberg – Ottendorf-Okrilla – Grünberg                                            | RBO             |
| -             | 761       | Radeberg – Schönborn – Ottendorf-Okrilla                                           | RBO             |
| S40           | 762       | Königsbrück – Schmorkau                                                            | RBO             |
| -             | 764       | Pulsnitz – Ohorn – Steina – Bischheim – Kamenz                                     | RBO             |
| 306           | 765       | Pulsnitz – Ohorn – Bretnig                                                         | RBO             |
| 312           | 766       | Pulsnitz – Reichenbach – Königsbrück                                               | RBO             |
| 314           | 767       | Großröhrsdorf – Leppersdorf – Wachau                                               | RBO             |
| 321           | 769       | Nachtlinie: DD-Klotzsche – Medingen – Ottendorf-Okrilla – Hermsdorf – DD-Klotzsche | RBO             |
| 173           | 771       | Biehla – Brauna                                                                    | RBO             |
| 151           | 772       | Wiednitz – Bernsdorf – Kamenz                                                      | RBO             |
| 152           | 773       | Wittichenau – Oßling – Bernsdorf                                                   | RBO             |
| 153           | 774       | Wittichenau – Räckelwitz                                                           | RBO             |
| 154           | 775       | Groß Särchen – Lohsa – Königswartha                                                | RBO             |
| 155           | 776       | Hoyerswerda – Lohsa – Uhyst (Spree) – Rauden                                       | RBO             |
| 156           | 777       | Lohsa – Groß Särchen                                                               | RBO             |
| 157           | 778       | Lauta – Laubusch – Klein Partwitz – Sabrodt                                        | RBO             |
| 161           | 779       | Hoyerswerda – Schwarze Pumpe                                                       | RBO             |
| 162           | 780       | Hoyerswerda – Wittichenau – Königswartha                                           | RBO             |
| 163           | 781       | Bluno – Burgneudorf – Lohsa                                                        | RBO             |
| 164           | 782       | Hoyerswerda – Spohla – Wittichenau                                                 | RBO             |
| 165           | 783       | Klein Seidewinkel – Bergen – Laubusch                                              | RBO             |
| 166           | 784       | Hoyerswerda – Laubusch – Lauta                                                     | RBO             |
| 168           | 785       | Königswartha – Groß Särchen – Lohsa                                                | RBO             |
| 170           | 786       | Kamenz – Reichenbach – Pulsnitz                                                    | RBO             |
| 172           | 787       | Kamenz – Schwepnitz – Zeisholz                                                     | RBO             |
| 173           | 788       | Kamenz – Cunnersdorf – Schwepnitz – Bernsdor                                       | RBO             |
| 184           | 789       | Elstra – Kamenz – Oßling – Trado                                                   | RBO             |
| 186           | 790       | Kamenz – Crostwitz – Ralbitz                                                       | RBO             |
| 187           | 791       | Königswartha – Kamenz                                                              | RBO             |
| 158           | 792       | Hoyerswerda – Bergen – Tätzschwitz – Sabrodt                                       | RBO             |
| 160           | 793       | Burgneudorf – Spremberg                                                            | RBO             |
| 103           | 794       | Groß Särchen – Knappenrode – Hoyerswerda                                           | RBO             |
| S41           | 795       | Großhänchen/Crostwitz – Elstra                                                     | RBO             |
| S43           | 796       | Panschwitz-Kuckau – Neschwitz – Räckelwitz – Ralbitz                               | RBO             |
| SB Schwepnitz | 797       | Lückersdorf – Pulsnitz – Reichenau – Schwepnitz                                    | RBO             |

## Plusbus und Taktbus im Landkreis Görlitz
Im Süden Landkreis Görlitz fahren unter anderem seit dem 1. Januar 2021 verschiedene Takt- und Plusbus-Linien. Zum Fahrplanwechsel am 11. Dezember 2022 nahm auch eine grenzüberschreitende Plusbus-Linie ihren Betrieb auf, die auf ihrem Linienweg viermal die deutsch-tschechische Staatsgrenze überquert. Weitere Takt- und Plusbus-Linien wurden im Norden des Landkreises Görlitz am 1. Januar 2023 in Betrieb genommen.
Stand: 1. Juli 2023
| Linie | Linienverlauf                                                   | Verkehrsunternehmen                 |
| ----- | --------------------------------------------------------------- | ----------------------------------- |
| +10   | Zittau – Herrnhut – Löbau                                       | DB Regio Bus Ost GmbH               |
| T15   | Zittau – Olbersdorf – Jonsdorf – Waltersdorf                    | DB Regio Bus Ost GmbH               |
| T16   | Zittau – Olbersdorf – Oybin – Lückendorf                        | DB Regio Bus Ost GmbH               |
| +30   | Löbau – Kottmarsdorf – Neugersdorf – Seifhennersdorf            | DB Regio Bus Ost GmbH               |
| T31   | Löbau – Kittlitz – Weißenberg – Hohendubrau – Niesky            | Omnibusverkehr Oberlausitz          |
| T37   | Herrnhut – Oderwitz – Leutersdorf – Seifhennersdorf             | DB Regio Bus Ost GmbH               |
| +50   | Löbau – Oppach – Ebersbach – Neugersdorf                        | DB Regio Bus Ost GmbH               |
| +60   | Niesky – Horka                                                  | Omnibusverkehr Oberlausitz          |
| T63   | Reichenbach – Waldhufen – Niesky                                | Omnibusverkehr Oberlausitz          |
| T67   | Görlitz – Bernstadt – Herrnhut                                  | DB Regio Bus Ost GmbH               |
| T69   | Görlitz – Neißeaue – Rothenburg – Horka                         | Omnibusverkehr Oberlausitz          |
| T70   | Weißwasser – Boxberg – Mücka                                    | Omnibusverkehr Oberlausitz          |
| T78   | Weißwasser – Gablenz – Groß Düben – Schleife                    | Omnibusverkehr Oberlausitz          |
| +80   | Bad Muskau – Krauschwitz – Weißwasser                           | Omnibusverkehr Oberlausitz          |
| +401  | Großschönau – Varnsdorf – Seifhennersdorf – Rumburk – Ebersbach | Dopravní společnost Ústeckého kraje |